# Gottfried Sälzler
Gottfried Sälzler (* 25. November 1921 in Mannheim; † 16. Juli 1968 in Offenburg) war ein deutscher Fußballspieler und Sportfunktionär.

## Werdegang
Sälzler begann mit dem Fußballspielen in der Jugend des VfL Neckarau, einem Stadtteil von Mannheim. Während des Zweiten Weltkrieges war er neben diesem auch für den österreichischen Club First Vienna FC sowie den Hertha BSC aktiv. Mit der Club aus der Hauptstadt wurde Sälzler 1943 Meister der Gauliga Ostmark. Nach Kriegsende zog es den gebürtigen Mannheimer zu den Stuttgarter Kickers, für die Blauen lief Sälzer acht Spielzeiten auf und war Teil der Mannschaft des „Hundert-Tore-Sturm“. 1950 fungierte er neben seiner Tätigkeit als Spieler bei den Kickers auch als Trainer der TSF Ditzingen.
Nach Beendigung seiner fußballerischen Laufbahn blieb er den Kickers treu und war 1958 Spielausschussvorsitzender und zwischen 1962 und 1963 Präsident des Stuttgarter Traditionsvereins.